# Дерфельден
Дерфельден (нем. von Derfelden) — отсзейский дворянский род российского подданства. Достоверно прослеживается до адмирала шведской службы, шведского губернатора Хапсаля Иоганна фон Дерфельдена (1561—1633). Предки Иоганна фон Дерфельдена, вероятнее всего, происходили из Вестфалии (из Вальдека?), но документальных подтверждений этому нет.
Потомки Иоганна фон Дерфельдена с конца XVI века проживали в Эстляндии и Ливонии, в частности, в Дерпте. Один из его потомков, генерал от кавалерии Вильгельм Дерфельден, с отличием служил под начальством Суворова.
Род этот внесён в матрикулы лифляндского и эстляндского дворянства и во II часть родословной книги Харьковской губернии.

## Представители фамилии
- Дерфельден, Иван Христофорович (1721—1794) — Георгиевский кавалер; генерал-майор; № 80; 25 ноября 1770.
- Дерфельден, Вилим Христофорович (1735—1819) — Георгиевский кавалер; генерал от кавалерии; № 473; 26 ноября 1787.
- Дерфельден, Платон Христофорович (1809—1878) — Георгиевский кавалер; генерал-майор; № 10207; 26 ноября 1861.
- Дерфельден, Христофор Платонович (1851—1909) — генерал-майор с 1901 года, барон.

## Описание герба
В голубом поле три серебряных рыбы в столб, плывущих вправо.
Щит увенчан дворянским некоронованным шлемом. Нашлемник — два черных орлиных крыла, обремененных тремя серебряными рыбами в столб, плывущих к оси герба. Намет голубой с серебром.